# كلارك هويت
كلارك هويت (بالإنجليزية: Clark Hoyt)‏ هو محرر أمريكي، ولد في 1942.